# Голосов, Григорий Васильевич
Григорий Васильевич Голосов (род. 30 апреля 1963, Усть-Каменогорск, КазССР) — российский политолог, доктор политических наук.

## Биография
Григорий Голосов в 1985 году закончил гуманитарный факультет Новосибирского государственного университета по специальности «история», диплом с отличием. В 1987 году получил ученую степень кандидата философских наук, защитив диссертацию в Новосибирском университете. В 1994 году в Центрально-Европейском университете получил степень Master of Arts (M.A., рус. магистр искусств) по политическим наукам. В 1999 году в Институте сравнительной политологии РАН защитил диссертацию по теме «Становление и развитие российской партийной системы: сравнительный анализ», став доктором политических наук.
С 1987 по 1995 годы работал в Новосибирском государственном университете, сначала на кафедре философии, а затем в Институте переподготовки и повышения квалификации преподавателей общественных наук при НГУ. С 1996 года преподавал в Европейском университете в Санкт-Петербурге. С 2011 года занимал в Европейском университете в Санкт-Петербурге должность университетского профессора сравнительной политологии, в 2017—2018 годах — декан факультета политических наук и социологии, в 2018 году — исполняющий обязанности декана факультетов социологии и философии и политических наук, с 2018 по 2024 годы — декан факультета политических наук.
В разные годы занимал временные преподавательские и исследовательские позиции в зарубежных образовательных и исследовательских заведениях: Оксфордский университет (1993), Институт перспективных российских исследований им. Кеннана (1993, 1998), Калифорнийский университет в Беркли (1995—1996), Университет Нотр-Дам (1998), Университет Осло (1998), Нидерландский институт перспективных гуманитарных и социальных исследований (1999), Центрально-Европейский университет (2001), Парижский институт политических исследований (2001). С 1 августа 2002 по 1 мая 2003 года работал в Международном исследовательском центре им. Вудро Вильсона.
В 2007—2010 годах был главным редактором журнала «Российское электоральное обозрение», выходившего в рамках проекта «Межрегиональная электоральная сеть поддержки/IRENA» при поддержке Европейского союза. Член редакционных советов международных научных журналов Party Politics (с 2001 года), Europe-Asia Studies (International Associate Editor с 2003 года), Slavic Review (с 2006 по 2024 годы), Region (с 2012 года), Russian Politics (с 2015 года), Problems of Post-Communism (c 2018 года).
В 2020 году поучаствовал в программе Сергея Гуриева «Что (же) делать?».

## Основные научные результаты
- Разработал методологию кросс-регионального политического анализа и применил её к изучению развития российской партийной системы[10], избирательных систем[11], политического режима[12];
- Предложил новые формулы эффективного числа партий[13] и национализации партийных систем[14];
- Разработал новую классификацию партийных систем[15].

## Награды
- 2016 — награда Центрально-Европейского университета CEU Alumni Impact Award «За выдающиеся достижения в карьере» (Outstanding Career Achievement)[16]
- 2004 — Статья Г. Голосова «Electoral Systems and Party Formation in Russia: A Cross-Regional Analysis» получила премию Американской ассоциации политических наук Lawrence Longley Award как лучшая статья 2003 года по проблемам политического представительства и избирательных систем[17].
- 2004 — Книга Г. Голосова Political Parties in the Regions of Russia: Democracy Unclaimed (Boulder, CO, and London: Lynne Rienner, 2004) получила премию Американской библиотечной ассоциации как Outstanding Academic Title[18].

«На самом деле, есть лишь небольшое число российских ученых, чьи работы являются достойными и заслуживают публикации в журнале World Politics. Частично это имеет отношение к очень разным научным традициям. Но хочу отметить, что есть один российский ученый, удостоенный премии Американской ассоциации политических наук (APSA), — Григорий Голосов из Европейского университета в Санкт-Петербурге».
Айлин Коэн, ответственный редактор журнала World Politics

## Общественная и публицистическая деятельность
- 2007—2011 — директор Межрегиональной электоральной сети поддержки (МЭСП/IRENA), созданной при поддержке Европейского Союза[20]. В 2008—2011 — директор проектов Центра содействия демократии и правам человека «Геликс», некоммерческой организации, реализовывавшей проект МЭСП.
- Регулярно высказывался в СМИ по актуальным проблемам российской политики[21].
- Член Совета по науке Министерства образования и науки Российской Федерации, 2015—2017[22].
- Член Научно-экспертного совета при Центральной избирательной комиссии Российской Федерации, 2018—2020[23].

## Научные публикации

### Книги
- «Партийные системы России и стран Восточной Европы: генезис, структуры, динамика» (М.: «Весь мир», 1999)
- Political Parties in the Regions of Russia: Democracy Unclaimed (Boulder, CO, and London: Lynne Rienner, 2004)
- «Российская партийная система и региональная политика» (СПб.: Изд-во Европейского ун-та, 2006)
- «Сравнительная политология и российская политика, 2010—2015» (СПб.: Изд-во Европейского ун-та, 2016)[24]
- «Сравнительная политология: Учебник», 4-е изд, перераб. и доп. (СПб.: Изд-во Европейского ун-та, 2018)
- Автократия, или Одиночество власти (СПб.: Изд-во Европейского ун-та, 2019)
- Authoritarian Party Systems: Party Politics in Autocratic Regimes, 1945—2019 (Singapore and Hackensack, NJ : World Scientific, 2022)
- Политические режимы и трансформации: Россия в сравнительной перспективе. — М.: Рутения, 2024. — 404 с.
- Власть в погонах: Военные режимы в современном мире. — М.: Альпина Паблишер, 2025. — 318 с.

### Статьи
Автор более 150 научных статей на русском и английском языках, например:
- «Честность выборов и явка избирателей в условиях авторитаризма», Политическая наука, 2019, No. 1, c. 67-89[27].

## Научно-публицистические работы
- «Демократия в России: инструкция по сборке» (СПб.: БХВ-Петербург, 2012)
  - Рецензия: Палеева Н. Неприкосновенный запас, № 1, 2013.